# 1230
El 1230 (MCCXXX) fou un any comú començat en dimarts del calendari julià.

## Esdeveniments
- Sundiata Keïta ascendeix al poder a Mali
- Alfons IX de Lleó conquereix Badajoz
- Creació de la Corona de Castella

## Naixements
1 de desembre - Barcelona: Maria de Cervelló, fundadora de la branca femenina de l'orde mercenari, santa catòlica (m. 1290).